# Hapalopsittaca fuertesi
Hapalopsittaca fuertesi е вид птица от семейство Папагалови (Psittacidae). Видът е критично застрашен от изчезване.

## Разпространение
Видът е разпространен в Колумбия.